# Карункьо
Карункьо (італ. Carunchio) — муніципалітет в Італії, у регіоні Абруццо,  провінція К'єті.
Карункьо розташоване на відстані близько 170 км на схід від Рима, 110 км на південний схід від Л'Аквіли, 60 км на південний схід від К'єті.
Населення — 605 осіб (2014).
Щорічний фестиваль відбувається 18 серпня. Покровитель — Sant'Antonio.

## Демографія
Населення за роками:

Станом на 1 січня 2023 року в муніципалітеті офіційно проживало 59 іноземців з 18 країн, серед них 2 громадяни країн Євросоюзу.

## Сусідні муніципалітети
- Карпінето-Сінелло
- Кастільйоне-Мессер-Марино
- Челенца-суль-Триньйо
- Фраїне
- Лішія
- Пальмолі
- Роккаспінальветі
- Торребруна